# زير

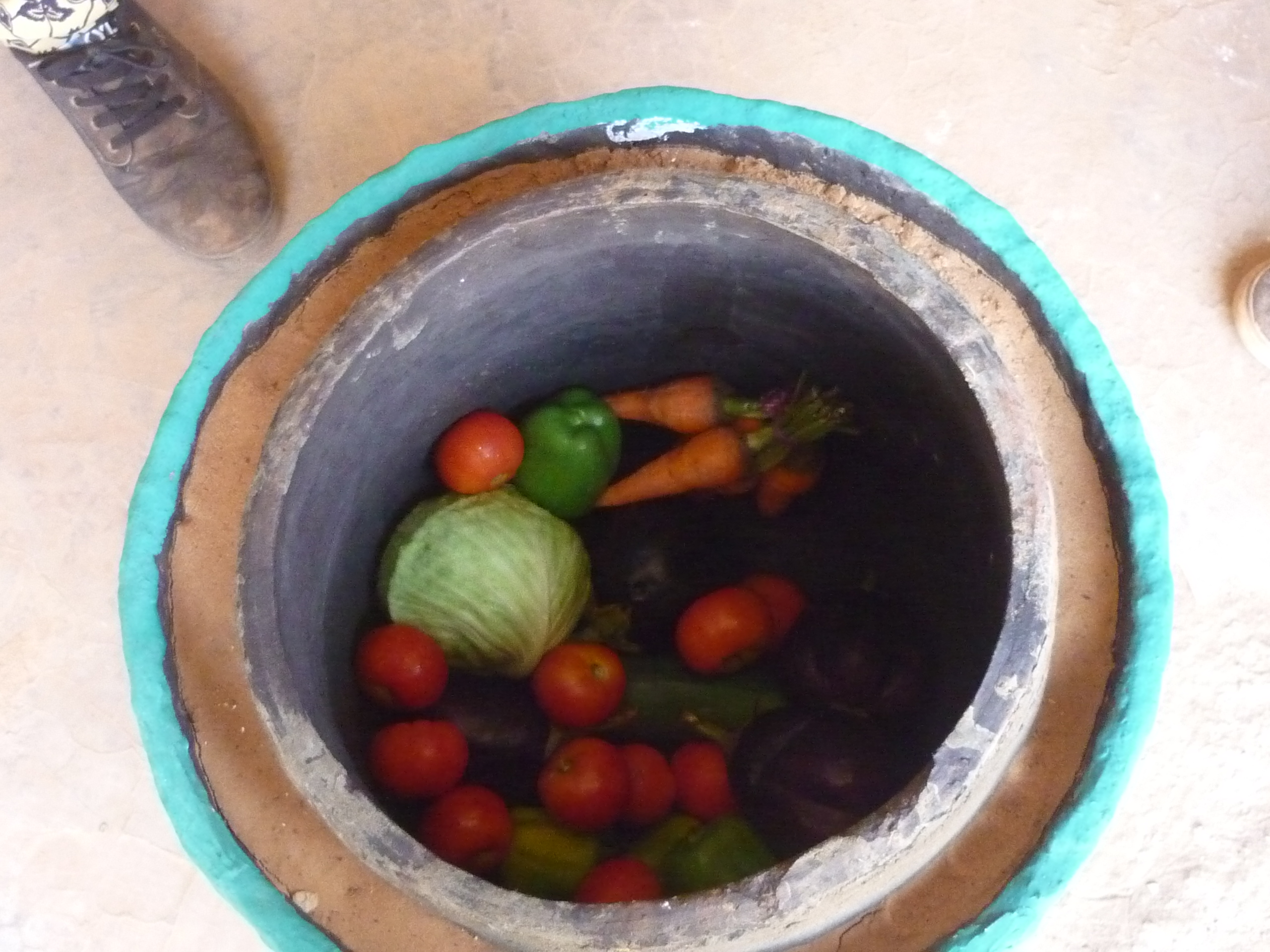
زير

الزير آنية تستغل ظاهرة علمية لغرض تبريد المحتوى الذي بداخلها، فتحافظ على الطعام بارداً بدون كهرباء من خلال تبريد بالتبخير. يوضع قِدر طيني داخل آخر أكبر منه بينها رمل رطب وقماش رطب كغطاء. يُبَرد الجهاز عندما يتبخر الماء فيحافظ على الطعام طازجاً لفترة أطول من لو انه ترك في جوٍّ حار.
يجب أن يوضع في مكان جاف وذو تهوية جيدة حتى يتبخر الماء خارجاً بشكل فعال. ولذا لا تعمل بشكل جيد في المحيط الرطب. محمد باه أبا أوجد هذه التقنية منذ عام 1995، وحصل على جائزة روليكس (جوائز رولكس للمشاريع) ،تم تطوير هذا النظام عام 2000 إلا أن هذه التقنية كانت معروفة في المملكة الوسطى في مصر كما ظهر في الكتابة الهيروغليفية كرمز KBB أي التبريد.

## طالع المزيد
- كلجة

## وصلات خارجية
- صفحة جوائز رولكس-محمد باه
- قِدر الزير
- التبريد السلبي وقدر الزير
- جوائز شيل لتطوير المشاريع
- قدر الزير مقدمة ودليل الاستخدام للتنزيل.